# 楊王孫
楊 王孫（よう おうそん、生没年不詳）は、前漢の武帝の時代の人。王孫は字であり、名は貴。京兆尹の人。自らを裸葬にさせた。

## 略歴
黄老の術を学び、家は千金を生む仕事を行っていた。病気になって死が近づくと、子供に対し、自分が死んだら死体を袋に詰めて穴に入れ、穴の中で死体を袋から出して死体を土に還すように厳命した。子はそれに従いたくなかったが父の命令に背くこともできず、楊王孫の友人である祁侯繒它に相談した。
祁侯繒它は手紙を送り、「もし死者にも知覚があるとしたら、裸で先祖に会うことになるのだから、やめたほうがいい」と言って説得したが、楊王孫は「現代は礼の制度を超えて厚葬に過ぎるから、自分を裸葬にすることでそのような世を矯正したいのだ。厚葬しても財貨を地下で腐らせるだけで、盗掘されればどのみち死体を野ざらしにするのと変わらない」と返答し、説得に応じなかった。そうしてついに裸葬にされた。